# Phlugis thaumasia
Phlugis thaumasia är en insektsart som beskrevs av Morgan Hebard 1922. Phlugis thaumasia ingår i släktet Phlugis och familjen vårtbitare. Inga underarter finns listade i Catalogue of Life.